# Julio Reis
Julio Cesar do Lago Reis (São Paulo, 1863 — Rio de Janeiro, 1933) foi um maestro, pianista, compositor e crítico musical brasileiro.
Nascido em São Paulo, viveu no Rio entre o fim do século XIX até 1933. Compôs sinfonias (Vigília d'armas, Caravana celeste, entre outras), óperas (Heliophar, Sóror Mariana) e dezenas de polcas, mazurkas, valsas e tangos. Vigília d'armas estreou no Rio em 1915, no Teatro Lyrico; Heliophar foi apresentada em 1923, na exposição que marcou o centenário da independência do Brasil. 
Julio Reis é autor de livros como Música de pancadaria.